# 青藏蒿
青藏蒿（学名：Artemisia duthreuil-de-rhinsi）为菊科蒿属的植物，为中国的特有植物。分布于中国大陆的西藏、四川、青海等地，生长于海拔3,500米至4,600米的地区，多生于亚高山草原、地区高山、草甸和砾质坡地等，目前尚未由人工引种栽培。